# Commune de Illuka
La commune d'Illuka   est une Commune rurale située dans le Virumaa oriental  au nord de l'Estonie. Elle a 968 habitants(01.01.2012).

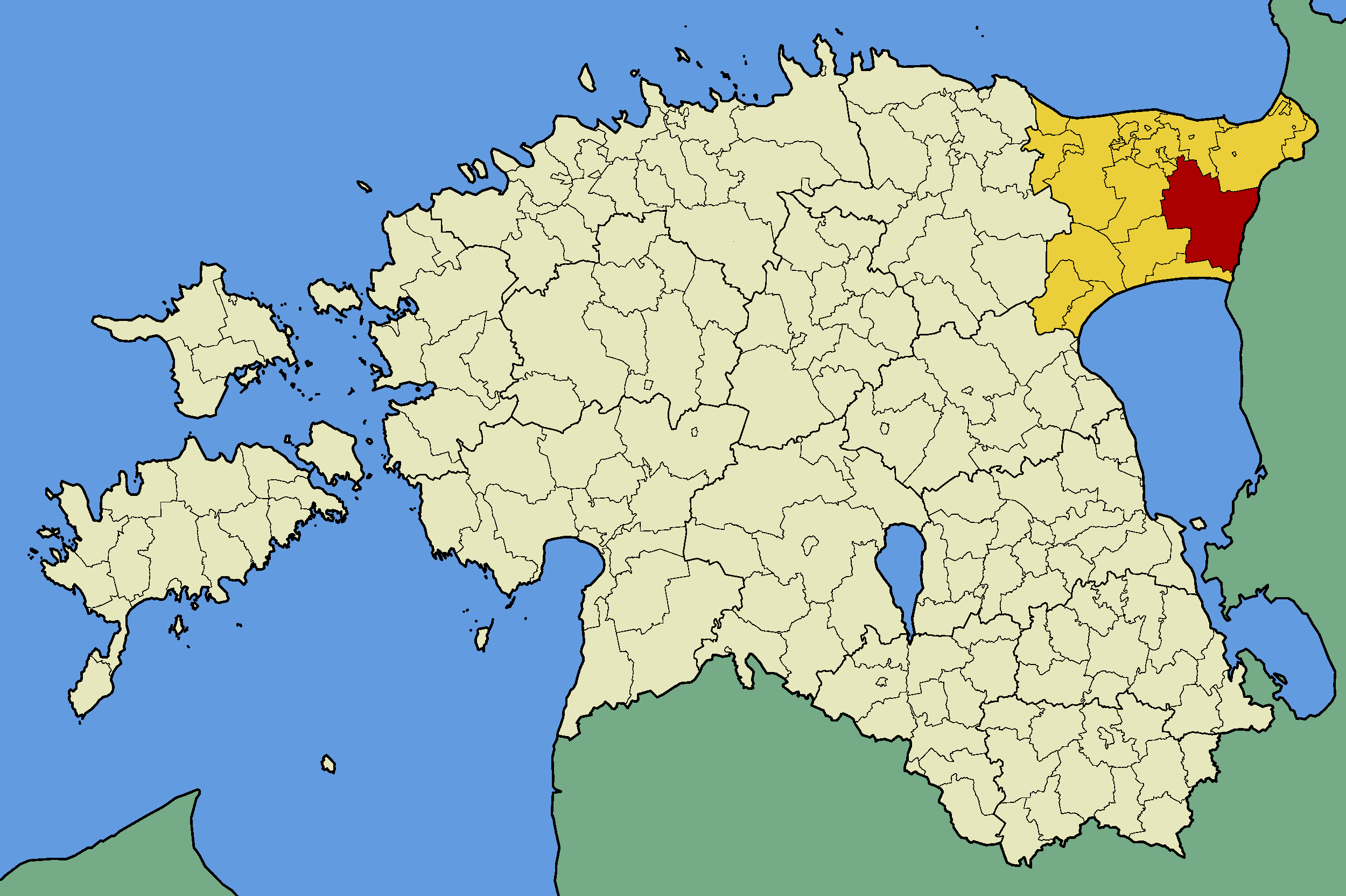
Commune de Illuka (rouge)
dans le Virumaa oriental (jaune).

## Villages
La commune comprend les villages suivants:
Agusalu, Edivere, Illuka, Jaama, Kaatermu, Kaidma, Kamarna, Karoli, Kuremäe, Kivinõmme, Konsu, Kuningaküla, Kurtna, Ohakvere, Ongassaare, Permisküla, Puhatu, Rausvere, Vasavere.

## Description

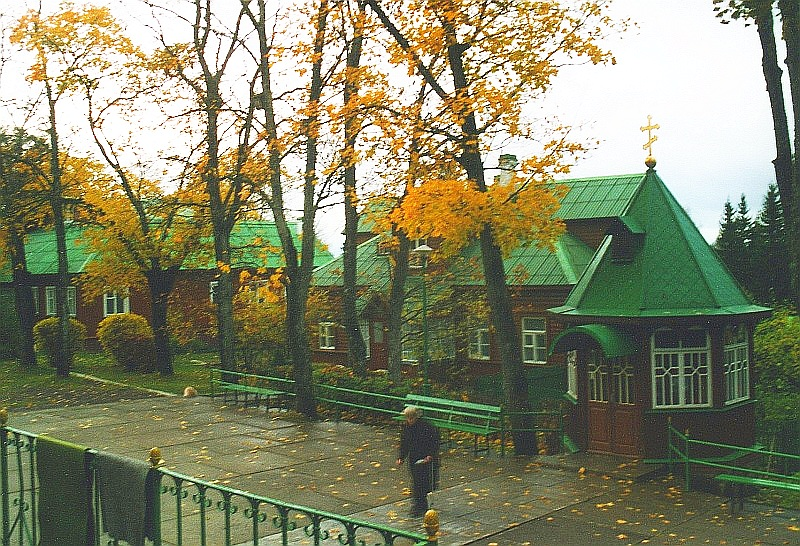
Le couvent de Pühtitsa.

Le couvent de Pühtitsa est le seul monastère russe d'Estonie.